# MyAir

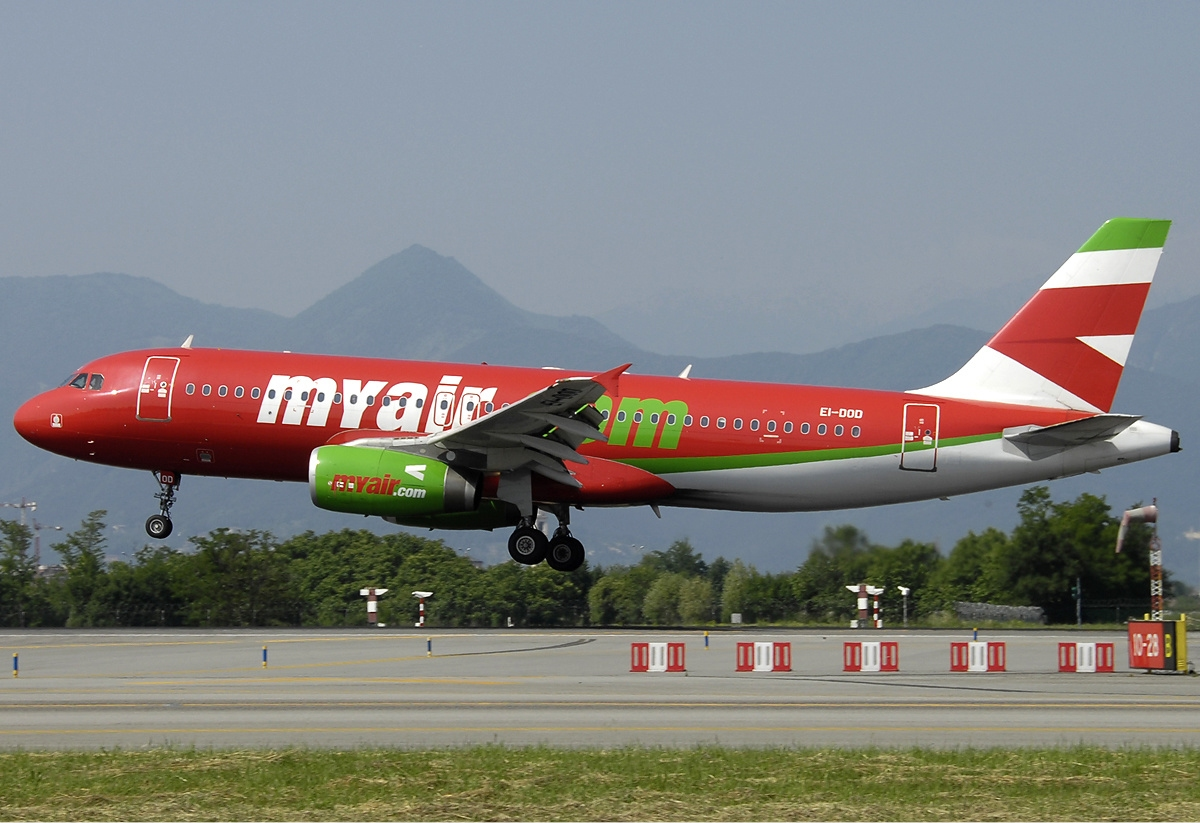
Airbus A320 de MyAir

MyAir.com (code AITA : 8I ; code OACI : MYW) était le nom commercial d'une compagnie aérienne à bas prix italienne, qui était basée sur l'Aéroport de Bergame-Orio al Serio (près de Bergame mais vendu comme Milan). Le 22 juillet 2009, l'ENAC suspend la licence de vol opérationnelle de la compagnie à la suite de ses difficultés financières et notamment son incapacité à couvrir ses frais de base.

## Flotte
- 5 Airbus A320.
- 4 Bombardier CRJ 900 (février 2007).

## Destinations
MyAir proposait des vols au départ de l'Italie vers les destinations suivantes :
- Bulgarie: (Sofia).
- Espagne (Madrid, Barcelone, Baléares).
- France (Paris) NANCY
- Italie (3 aéroports clefs : Bologne, Milan, Venise, mais également Brindisi, Gênes, Naples, Rome, Sardaigne et Sicile).
- Maroc (Casablanca et Marrakech).
- Roumanie (Bucarest).
- Turquie (Istanbul).

## Aspect social
MyAir était partenaire de la Fondazione per la Ricerca sulla Fibrosi Cistica qui combat la mucoviscidose.